# Else Lundgren
Else Margaret Lundgren, född 30 maj 1919, död 13 september 2018, var en svensk översättare från engelska, yrkesverksam från 1964 och drygt 30 år framåt. Hennes verkförteckning rymmer åtskilliga bestsellerförfattare, oftast bara någon enstaka titel, men också hela åtta böcker av Beryl Bainbridge. Bland hennes mer kvalificerade översättningar märks fem av William Goldings senare böcker (Det synliga mörkret gav henne det Letterstedtska översättningspriset 1983), sex böcker av Nadine Gordimer och Virginia Woolfs Mrs Dalloway, senast återutgiven 2011.
Hon är också, tillsammans med Caj Lundgren, något för en översättare så ovanligt som avhandlingsobjekt; 1998 disputerade Christina Gullin på avhandlingen Översättarens röst.

## Översättningar (urval)
- 1968 – Margaret Drabble: Kvarnstenen (The millstone) (Bonnier)
- 1977 – Virginia Woolf: Mrs Dalloway (Mrs. Dalloway) (Forum)
- 1980 – V.S. Naipaul: Där floden flyter förbi (A bend in the river) (Rabén & Sjögren) [Även utg. med titeln Vid flodens krök 2002]
- 1983 – Anita Desai: Dagens klara ljus (Clear light of day) (Trevi)
- 1984 – Sue Townsend: Min hemliga dagbok – Adrian 13 3/4 år (The secret diary of Adrian Mole) (Legenda)

## Priser
- 1979 – Sveriges Författarfonds premium till personer för belöning av litterär förtjänst
- 1983 –  Letterstedtska priset för översättningen av William Goldings Det synliga mörkret
- 1997 –  Stiftelsen Natur & Kulturs översättarpris
- 2004 –  Elsa Thulins översättarpris